# Montopoli in Val d’Arno
Montopoli in Val d’Arno ist eine italienische Gemeinde mit 11.235 Einwohnern (Stand 31. Dezember 2023) in der Provinz Pisa in der Region Toskana.

## Geografie

Lage von Montopoli in Val d’Arno in der Provinz Pisa

Die Gemeinde erstreckt sich über ca. 30 km². Sie liegt ca. 45 km westlich der Regionalhauptstadt Florenz und 30 km östlich der Provinzhauptstadt Pisa in der klimatischen Einordnung italienischer Gemeinden in der Zone D, 1714 GR/G. Einige Ortsteile liegen am Arno.
Zu den Ortsteilen zählen Capanne, Castel del Bosco, Marti und San Romano.
Die Nachbargemeinden sind Castelfranco di Sotto, Palaia, Pontedera, San Miniato und Santa Maria a Monte.
| Santa Maria a Monte | Castelfranco di Sotto   | Castelfranco di Sotto – San Miniato |
| Pontedera           | Montopoli in Val d’Arno | San Miniato                         |
| Palaia              | Palaia                  | Palaia – San Miniato                |

## Geschichte
In Montopoli wurden Spuren der Etrusker aus dem 3. Jahrhundert v. Chr. gefunden. Danach wurde der Ort wahrscheinlich von den Römern bewohnt. In Dokumenten wurde der Ort erstmals 1017 erwähnt. Bis 1162 unterstand der Ort dem Bischof von Lucca, dann wurde er von Pisa übernommen. 1222 wurde der Ort von Florenz erobert und an Lucca zurückgegeben, aber bereits fünfzehn Jahre später abermals von Pisa eingenommen. Weitere Kriege um den Ort entfachten, bis Montopoli sich am 12. Juli 1349 freiwillig Florenz unterstellte. Mit diesem wurde es Teil des Herzogtum Toskana, durchlebte die Napoleonische Besatzung und wurde Teil des geeinten Italiens.

## Sehenswürdigkeiten
- Conservatorio di Santa Marta, um 1598 entstandene Kirche, enthält die Werke Resurrezione di Lazzaro von Lodovico Cardi Il Cigoli und Madonna con le anime del Purgatorio von Santi di Tito.
- Oratorio di San Sebastiano, 1507 fertiggestelltes Oratorium, welches nach dem heiligen Sebastian genannt wurde.
- Palazzo dell’Antica Cancelleria, im 15. Jahrhundert errichteter Palazzo.
- Palazzo del Vescovo e del Podestà, im 13. Jahrhundert errichteter Palazzo.
- Pieve di Santa Maria Novella im Ortsteil Marti, 1332 errichtete Pieve. Enthält das Fresko San Pietro che risana lo storpio von Matteo Rosselli.

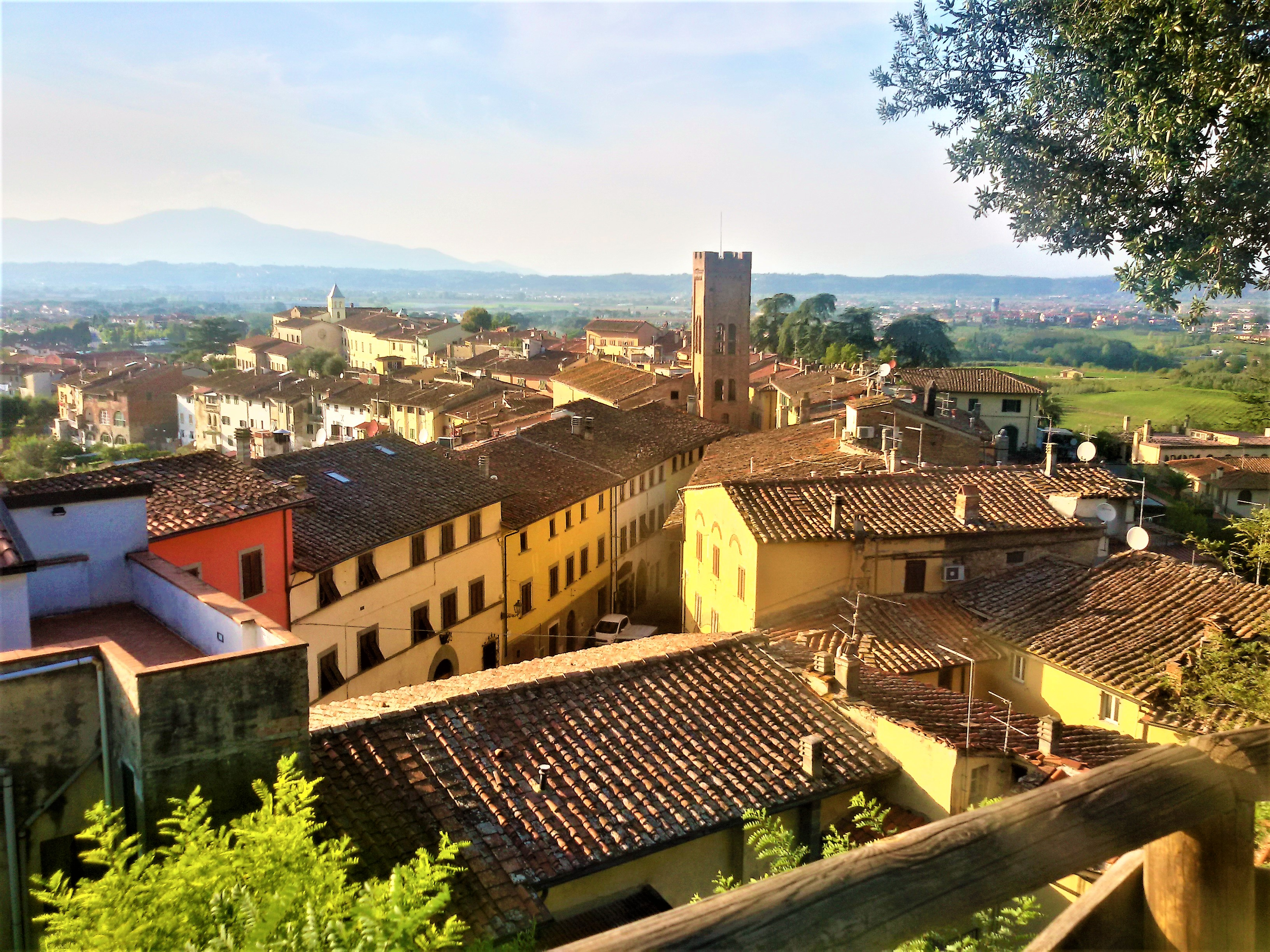
Montopoli in Val d’Arno
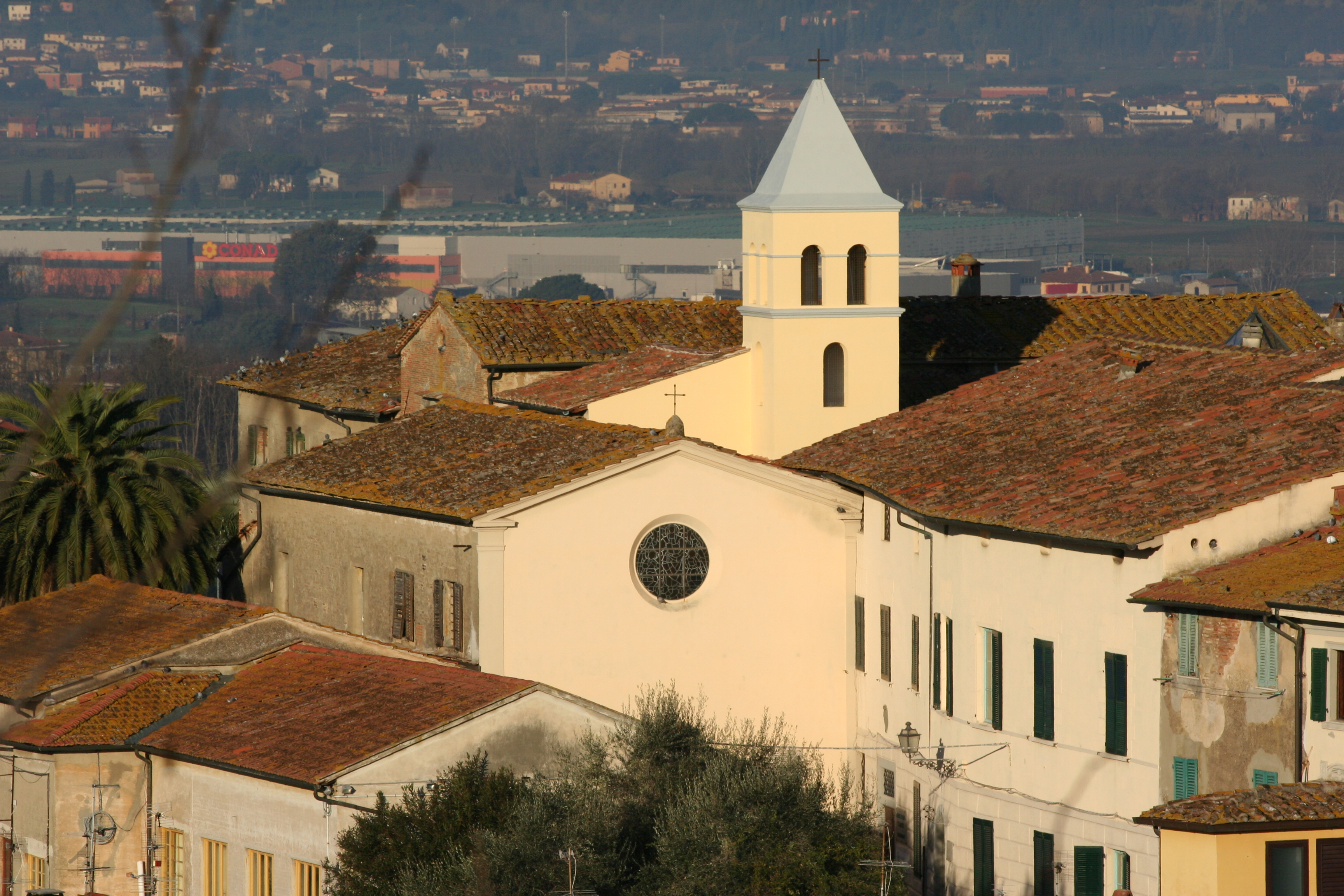
Conservatorio di Santa Marta
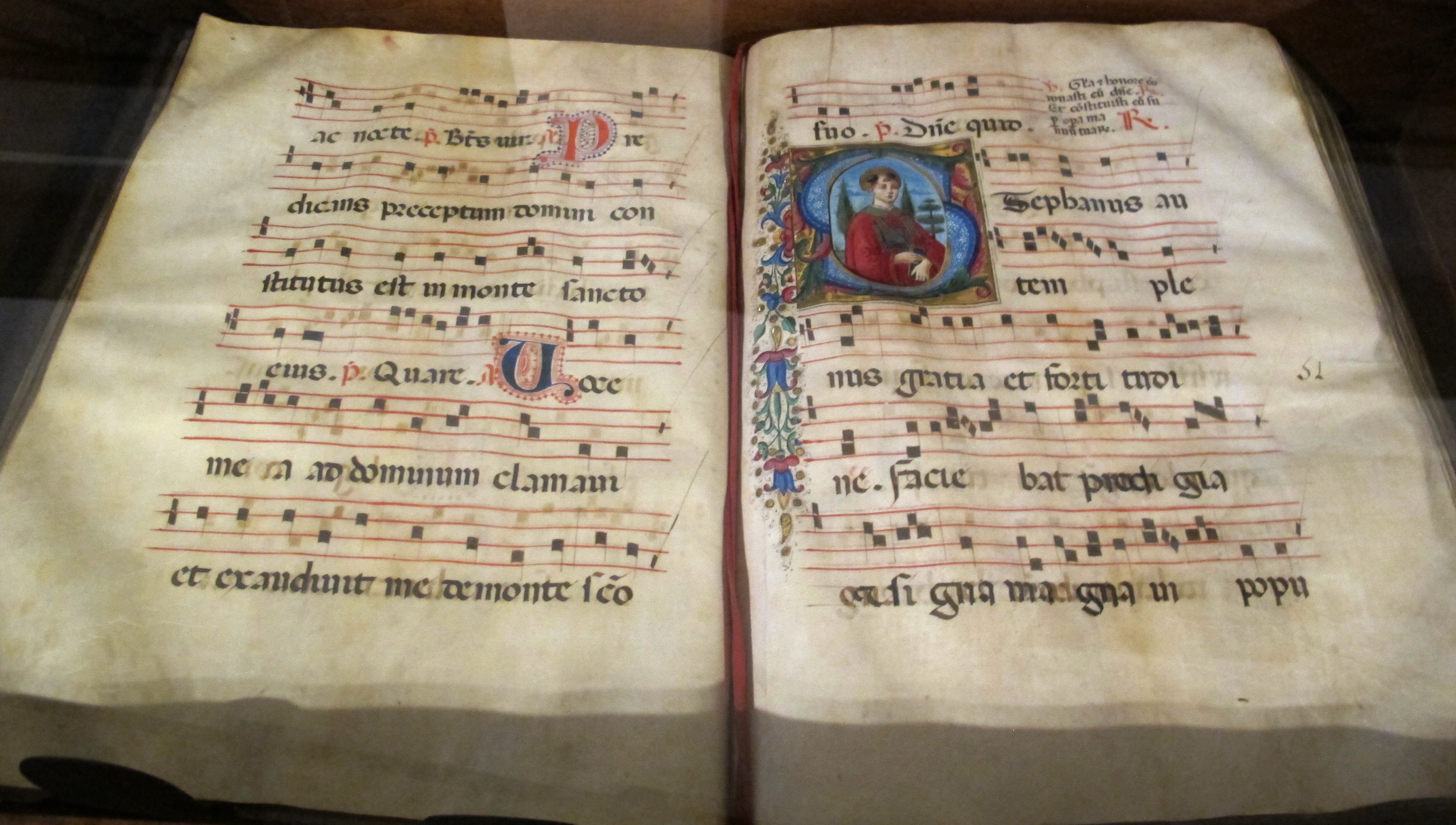
Exponat im Museo del Conservatorio di Santa Marta
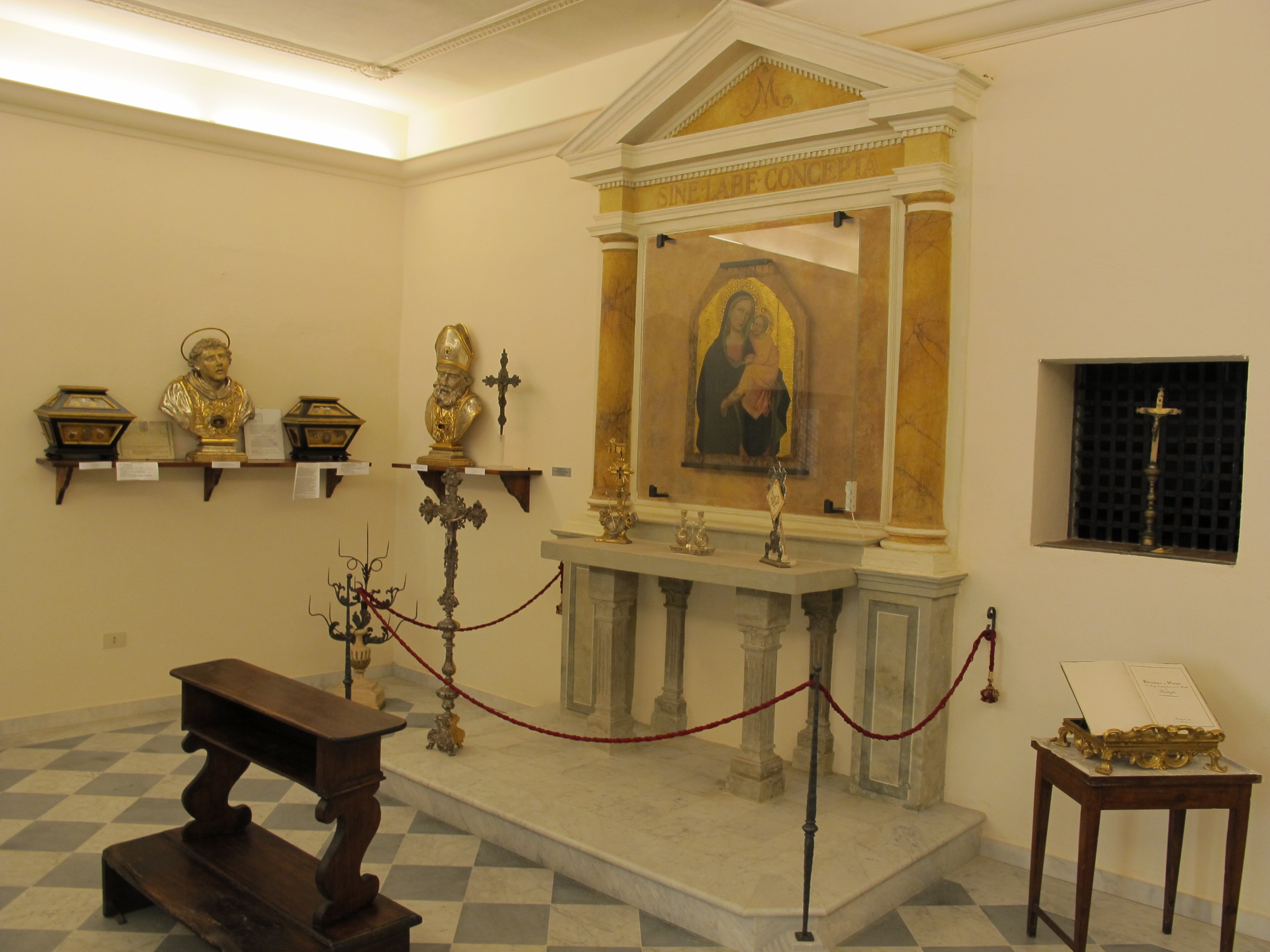
Im Museo del Conservatorio di Santa Marta
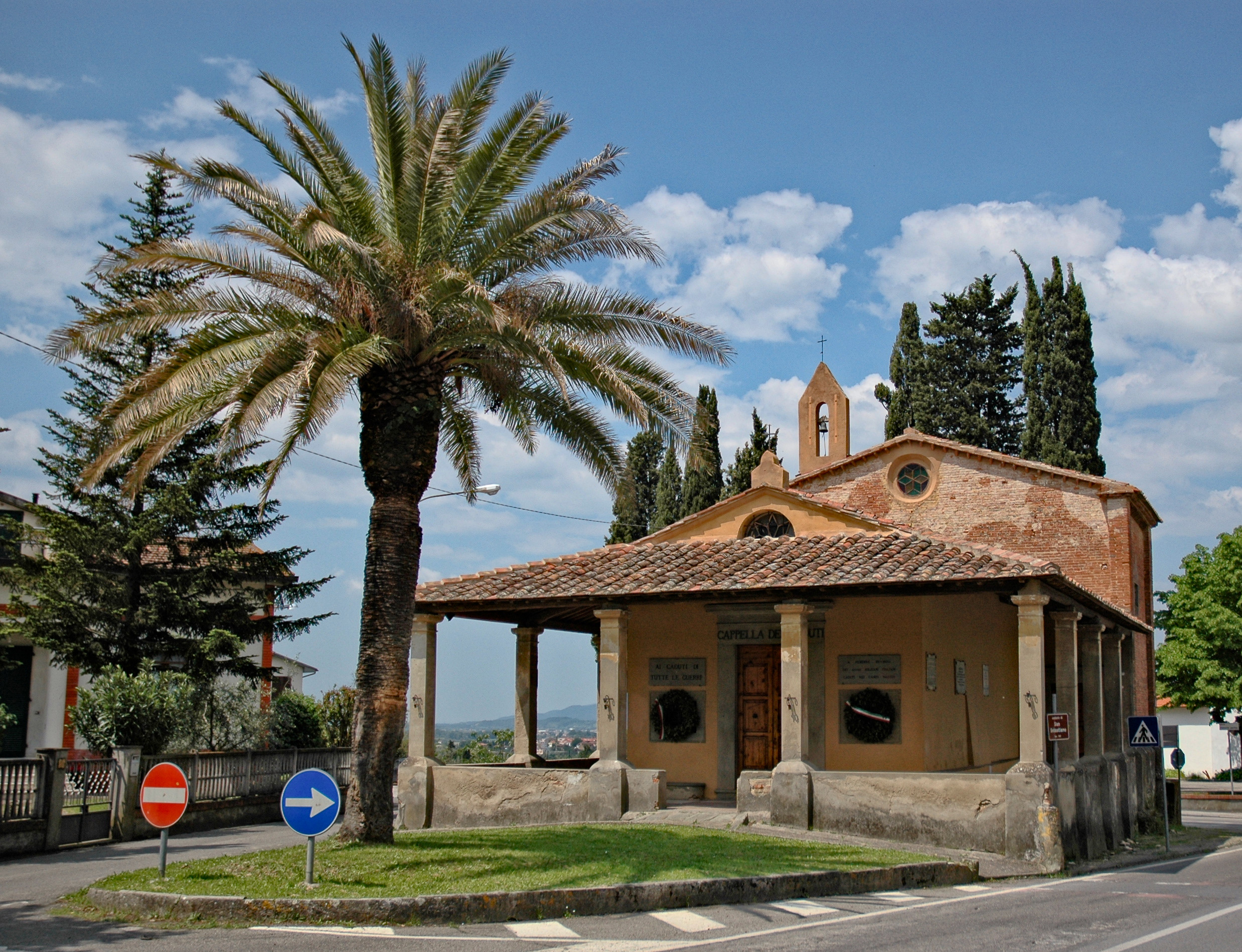
Oratorio di San Sebastiano
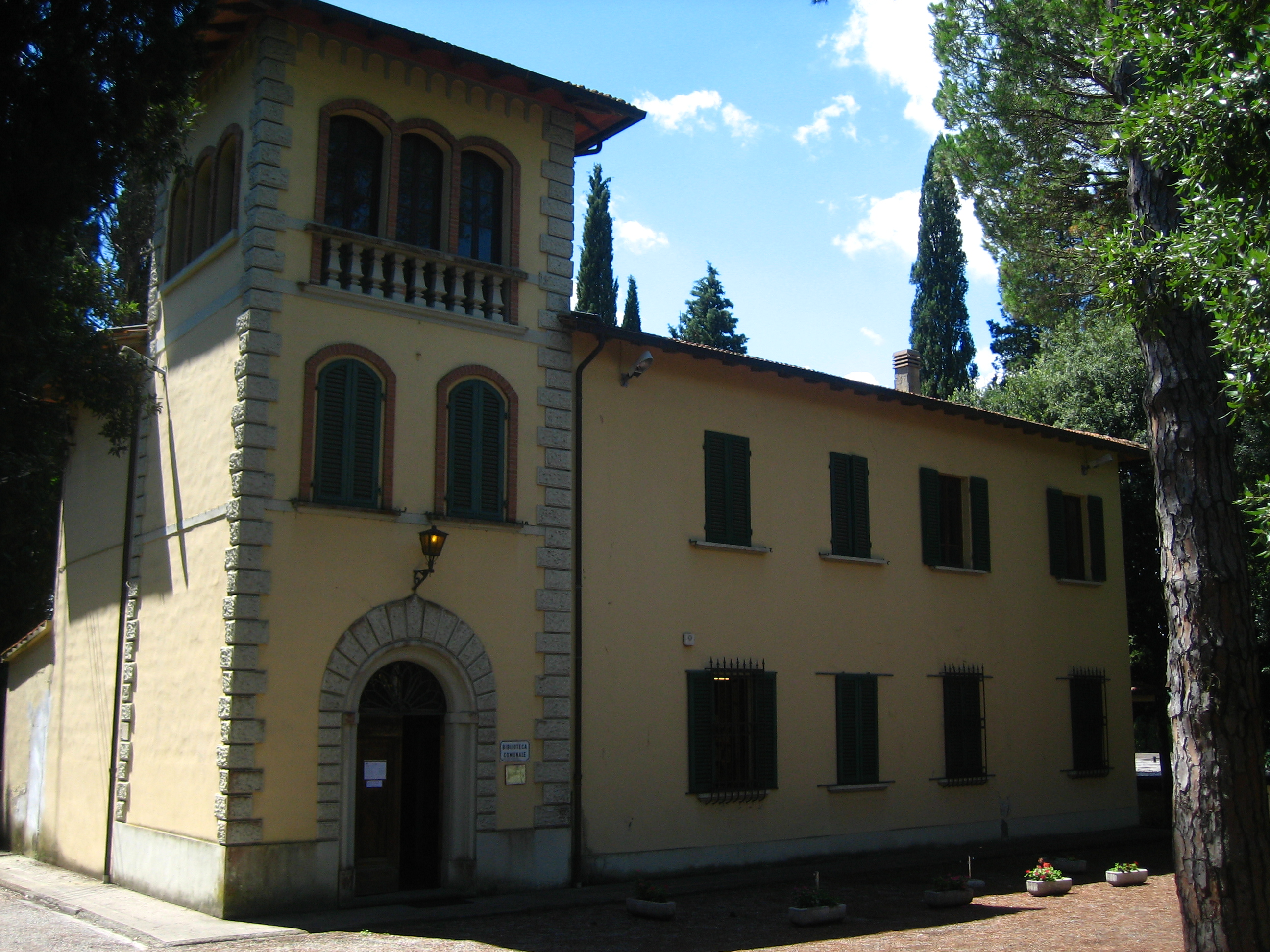
Villa Dolphin-Camalich (Gemeindebibliothek)
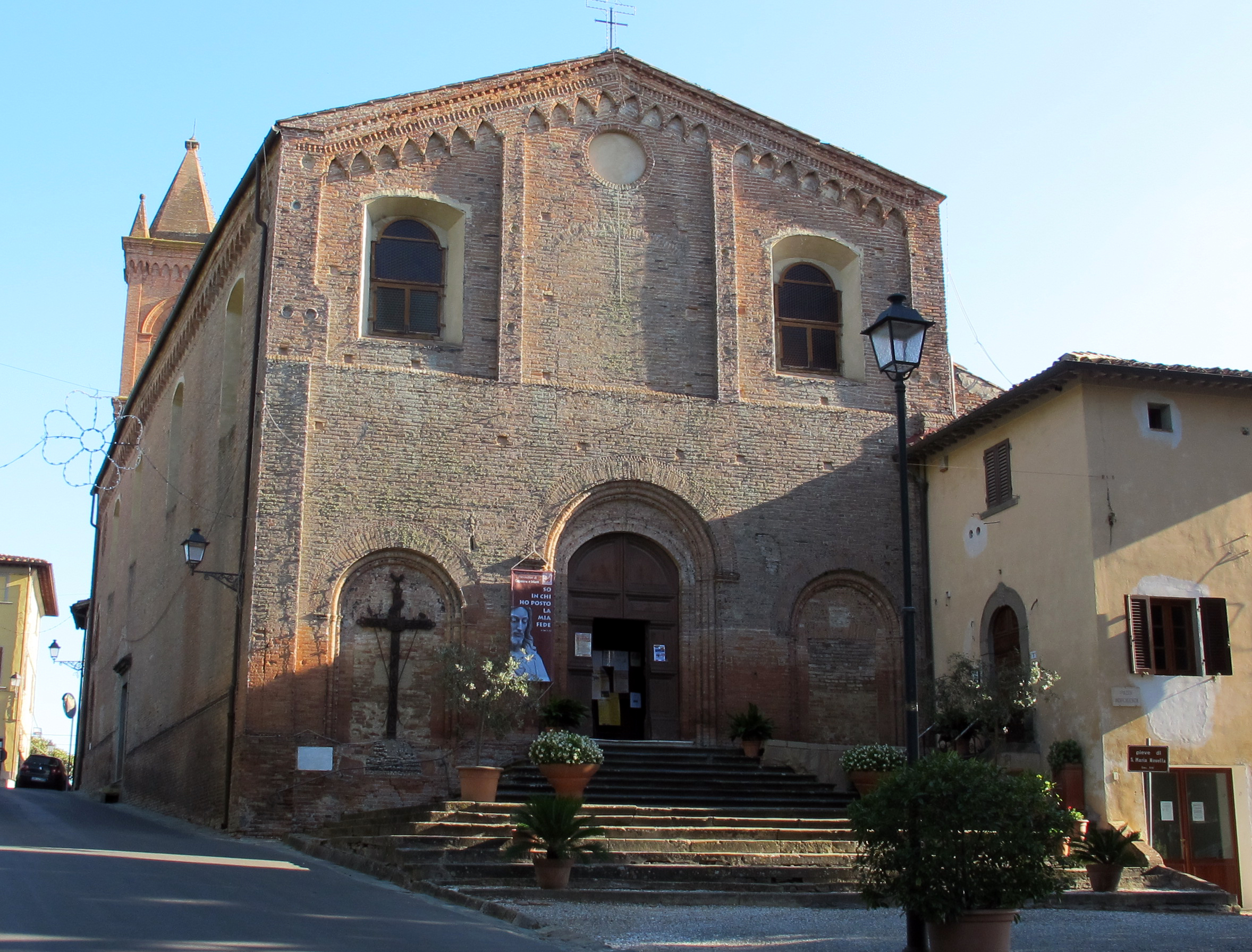
Pieve di Santa Maria Novella in Marti
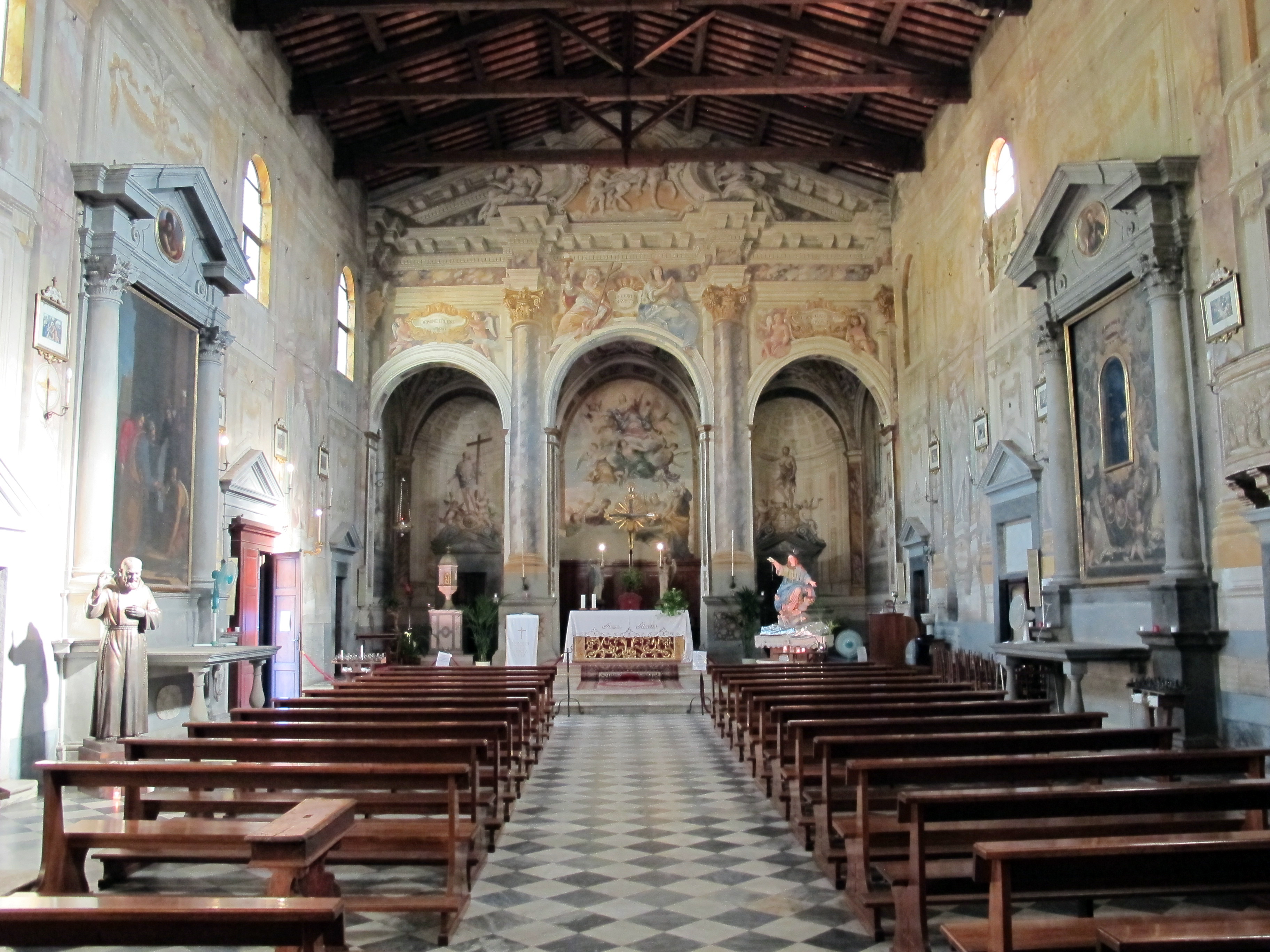
Blick zum Altar der Pieve von Marti

## Verkehr
- Der Ort liegt an der Strada di grande comunicazione Firenze-Pisa-Livorno.

## Gemeindepartnerschaften
- Torella dei Lombardi, Provinz Avellino, Italien

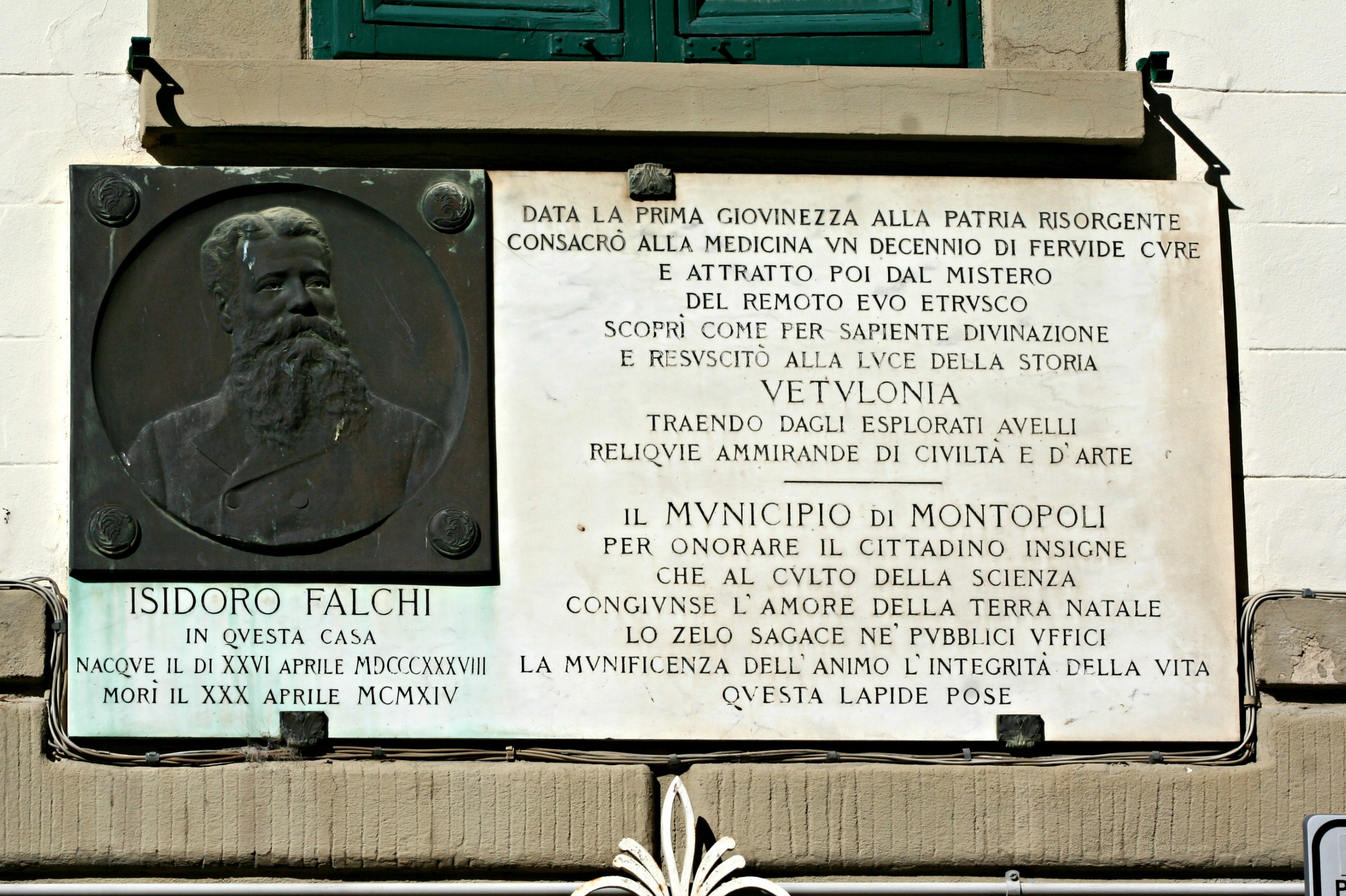
Gedenktafel am Wohnhaus von Isidoro Falchi

- Maussane-les-Alpilles, Frankreich

## Söhne und Töchter der Stadt
- Giovanni Battista Caccini (1556–1613), Architekt und Bildhauer
- Isidoro Falchi (1838–1914), Arzt und Archäologe